# سرخی میدان دید
سرخی میدان دید (انگلیسی: Redout) زمانی اتفاق می‌افتد که بدن انسان، یک نیروی منفی و برخلاف جهت نیروی گرانش را تجربه نماید. چنانچه چنین نیرویی به بدن انسان وارد شود، خون به سمت سر کشیده می‌شود و صورت باد می‌کند و پلک‌های پایین، به چشم‌ها فشار وارد می‌کنند. این پدیده، حالت معکوس میدان دید خاکستری است که در آن، برخلاف سرخی میدان دید، خون از سر به سمت پایین بدن کشیده می‌شود و می‌تواند توانایی قلب را برای پمپاژ خون به سمت مغز از کار بیندازد.
سرخی میدان دید، معمولاً توسط خلبان‌ها تجربه می‌شود زیرا هواپیماها، جزو رایج‌ترین وسایل امروزی هستند که می‌توانند باعث بروز چنین پدیده‌ای شوند. این اثر، پدیده‌ای به مراتب خطرناک است و می‌تواند باعث آسیب بسیار جدی به شبکیه و همچنین سکته مغزی گردد. براساس فرضیه‌های علمی موجود، قرمزی ظاهر شده در میدان دید، ناشی از رخ دادن جریان خون واقعی به چشم نیست بلکه نتیجهٔ گذر نور از میان پلک‌های پُر خون است که باعث می‌شود چشم‌ها، تنها نور سرخ رنگی را ببینند.